# 福建基督教新教

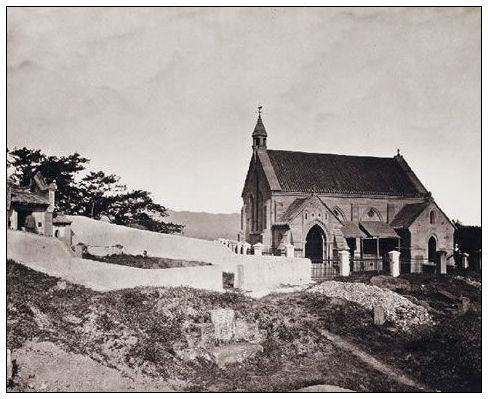
1880年的福州圣约翰堂

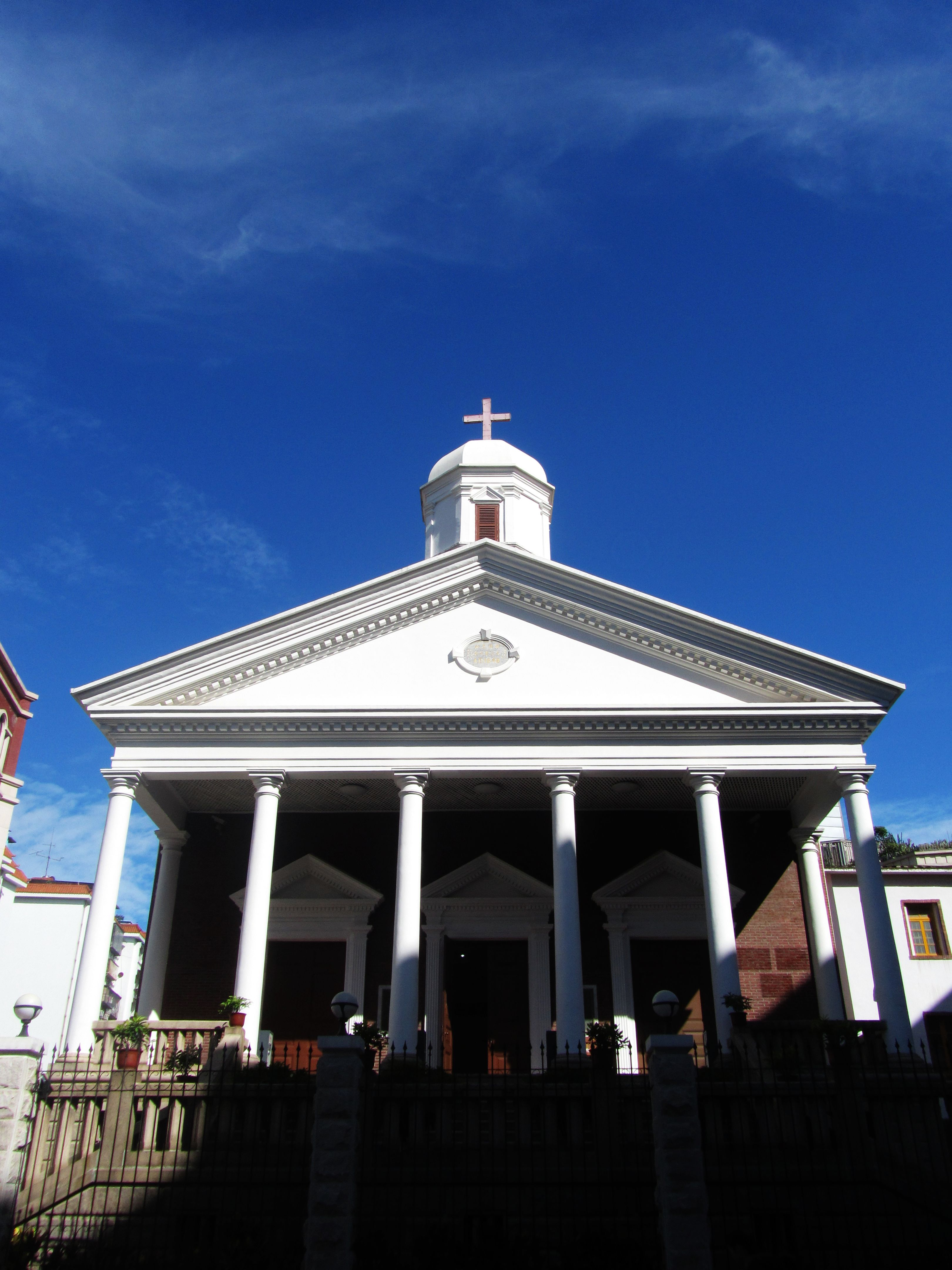
新街堂

## 历史
1842年，美国归正会传教士雅卑理首先进入厦门。之后有陆续进入福建的有以下几大英美差会：
1. 归正会：归正会在厦门建有新街堂、竹树堂，新街堂是中国大陆第一座供华人做礼拜的基督教堂。归正会的传教区还包括福建南部的漳州、小溪(平和)、同安和龙岩，在漳州设有寻源中学
2. 公理会：1847年1月2日，美国公理会差会传教士杨顺从暹罗到达福州，他是抵达福州的第一位新教传教士[1]。公理会仅在福州城内外即建有观巷刘公纪念堂、铺前顶救主堂、杨桥巷福世堂、澳桥下晨世堂、开元堂、水部堂、三保堂、后洋堂、霞浦堂、后洲堂、窗下堂、后屿堂等十余座教堂。
3. 美以美会：1847年9月，美以美会差会的传教士柯林（Judson Dwight Collins）和懷特（Moses Clark White）进入福州，在福州市区陆续建起茶亭街真神堂、仓山天安堂、花巷尚友堂、仓山小岭堂、上渡福民堂、伙贩街尚仁堂等教堂，以及华南女子大学、鹤龄英华中学。美以美会在福建省建立了福州、兴化和延平三个年议会。福州年议会还包括福清、平潭、闽清和古田。莆田天道堂建于1918年，可容纳会众3500人，是当时中国国内容量最大的教堂。
4. 英国圣公会：英国圣公会在福州建有苍霞洲基督堂（主教座堂）、施埔真学堂、华林坊道源堂、仓山乐群路圣约翰堂（俗称石厝教堂，侨民教堂）、仓山岭后路圣保罗堂、仓山公园西路圣三一堂、黄巷萃贤堂、仓山塔亭路明道堂、福清道源堂等。
5. 倫敦會：伦敦会在福建省的传教区包括厦门（泰山堂、关隘内堂、鼓浪屿福音堂、讲道堂）、惠安、漳州和汀州
6. 英國長老會：英國長老会在福建省的传教区包括泉州（泉南堂）
7. 基督复临安息日会：福州城守前堂、南公园堂

20世纪上半叶，福建又出现两大华人创立的独立团体：
1. 地方教会（基督徒聚会处）：1922年，倪柝声在福州建立中国第一个地方教会，现在福州的中洲聚会所、津门路聚会所、马厂街聚会所、鼓岭聚会所均为地方教会背景。
2. 真耶稣教会：福州大根堂、秀山堂

## 现状
文化大革命结束之后，福建省基督教信徒逐渐增加到100多万。其中信徒主要集中在福州市的福清。 

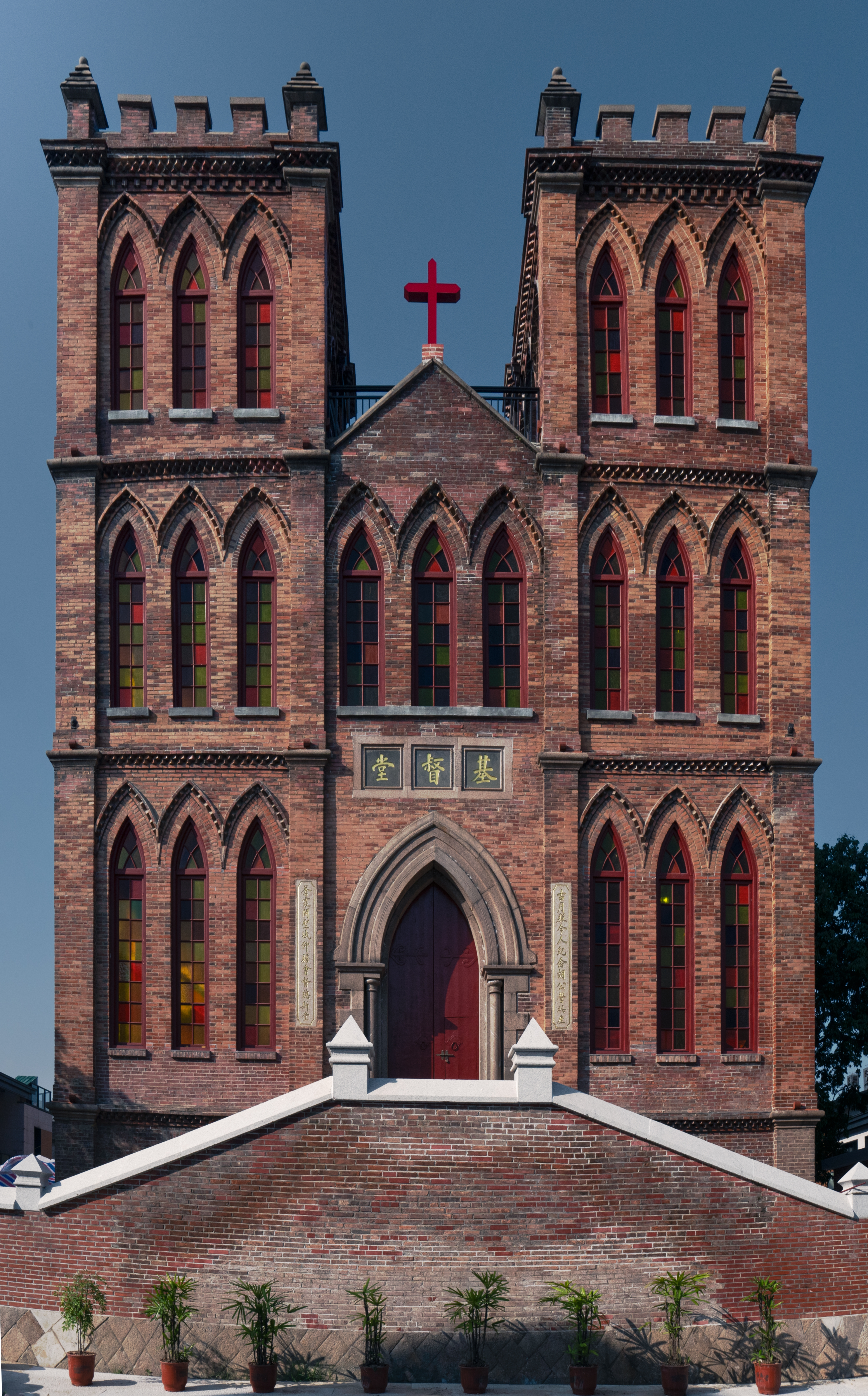
苍霞洲基督堂
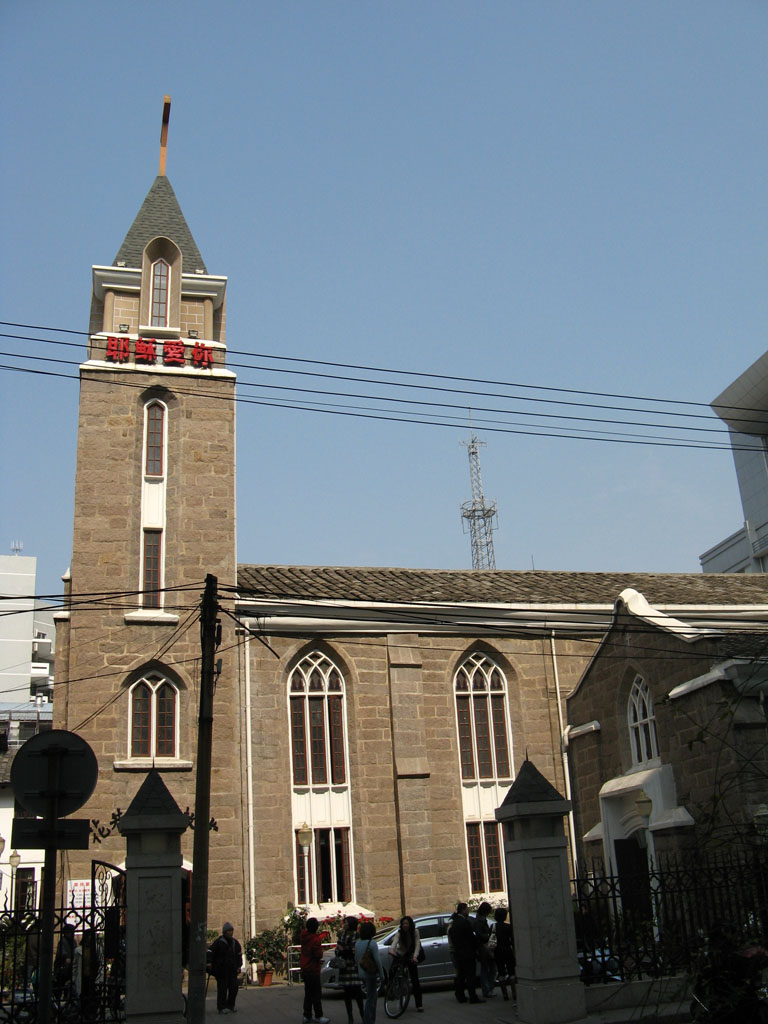
花巷堂
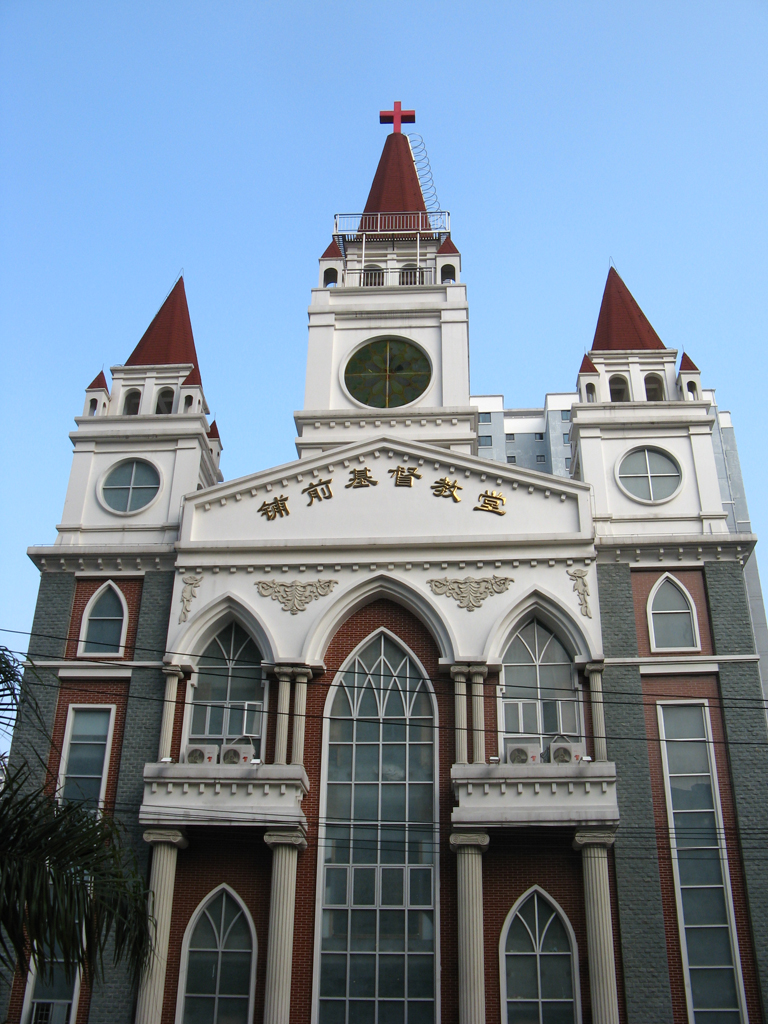
铺前堂
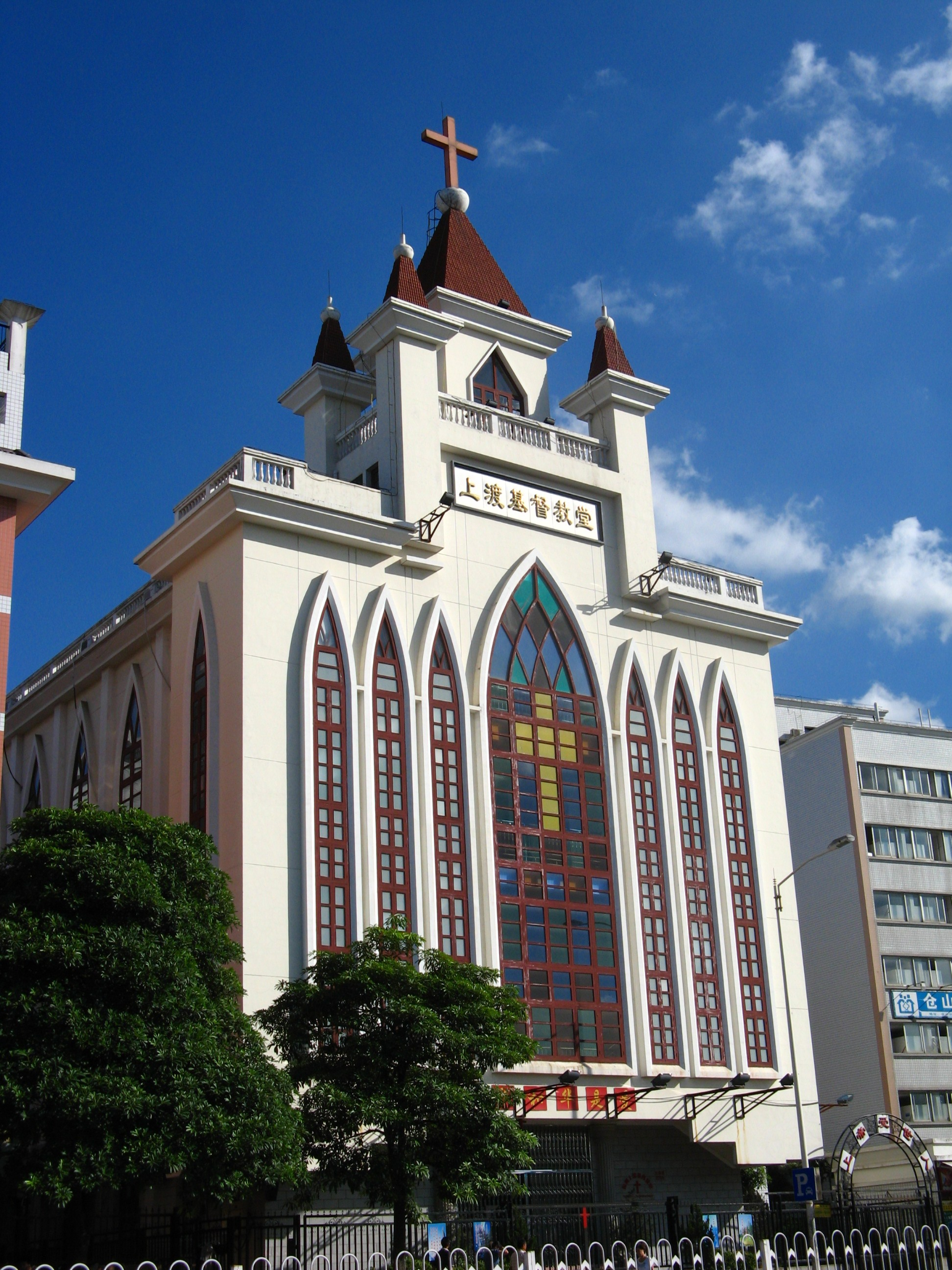
上渡堂
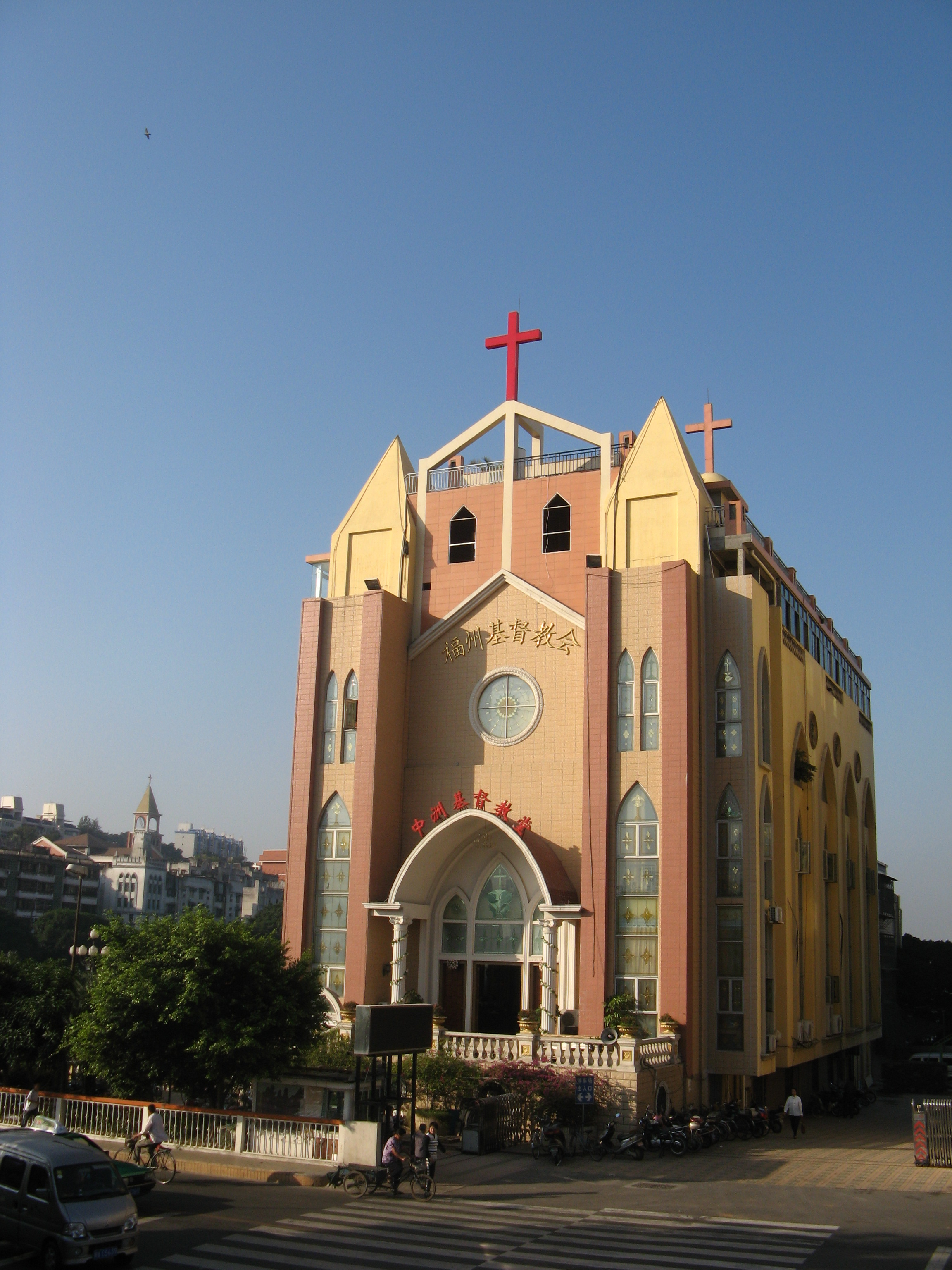
中洲堂
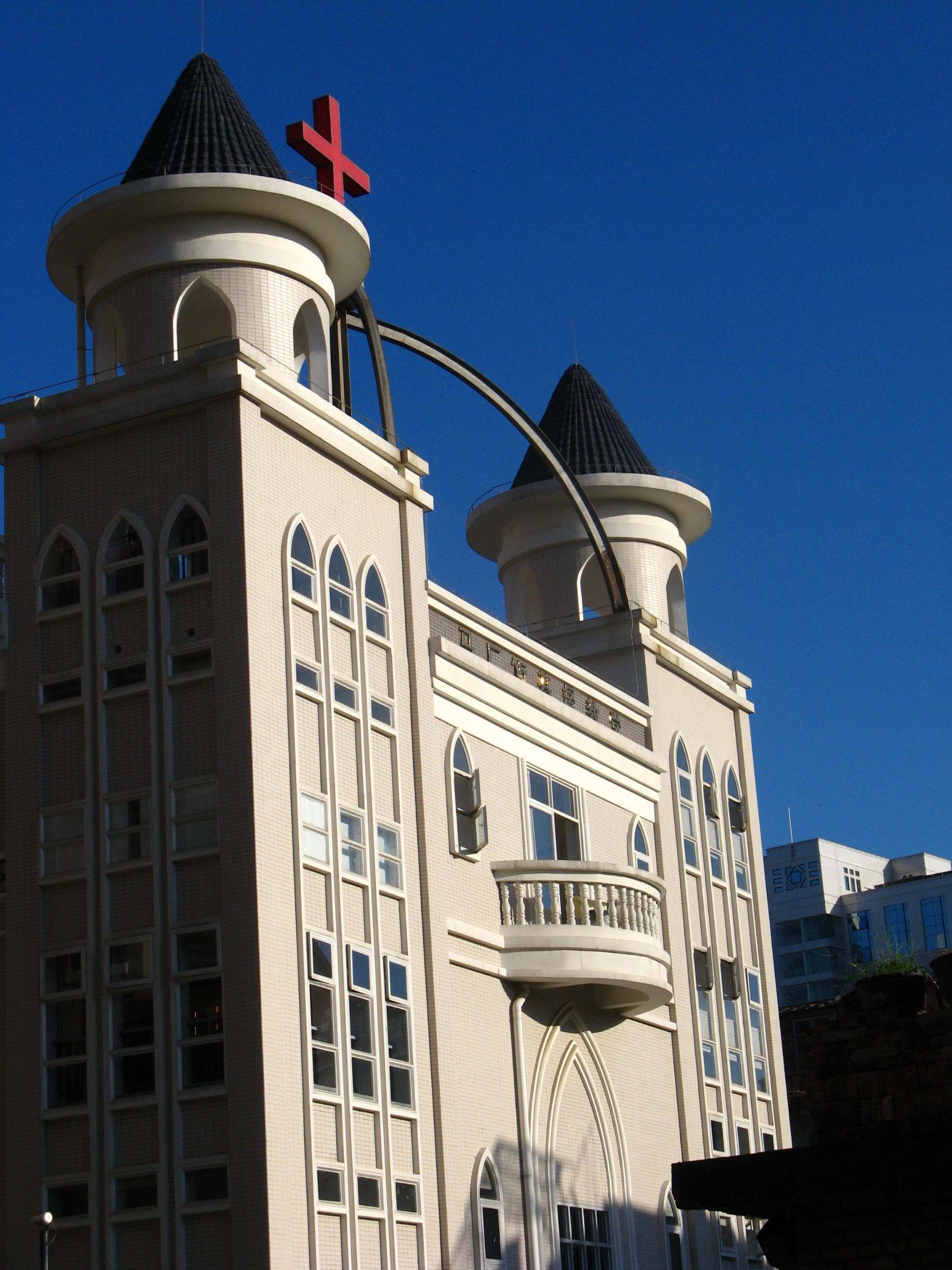
马厂街堂
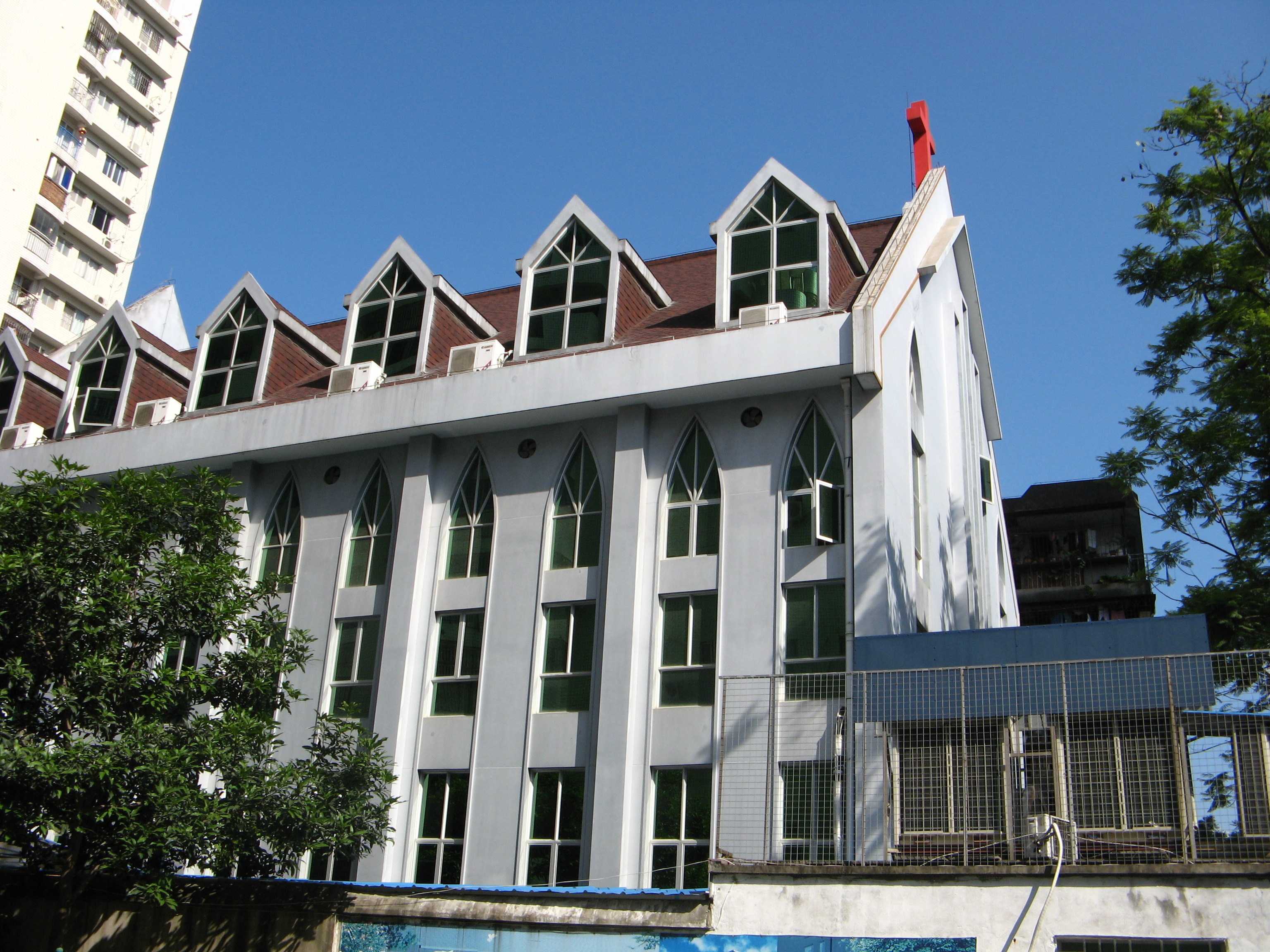
大根堂
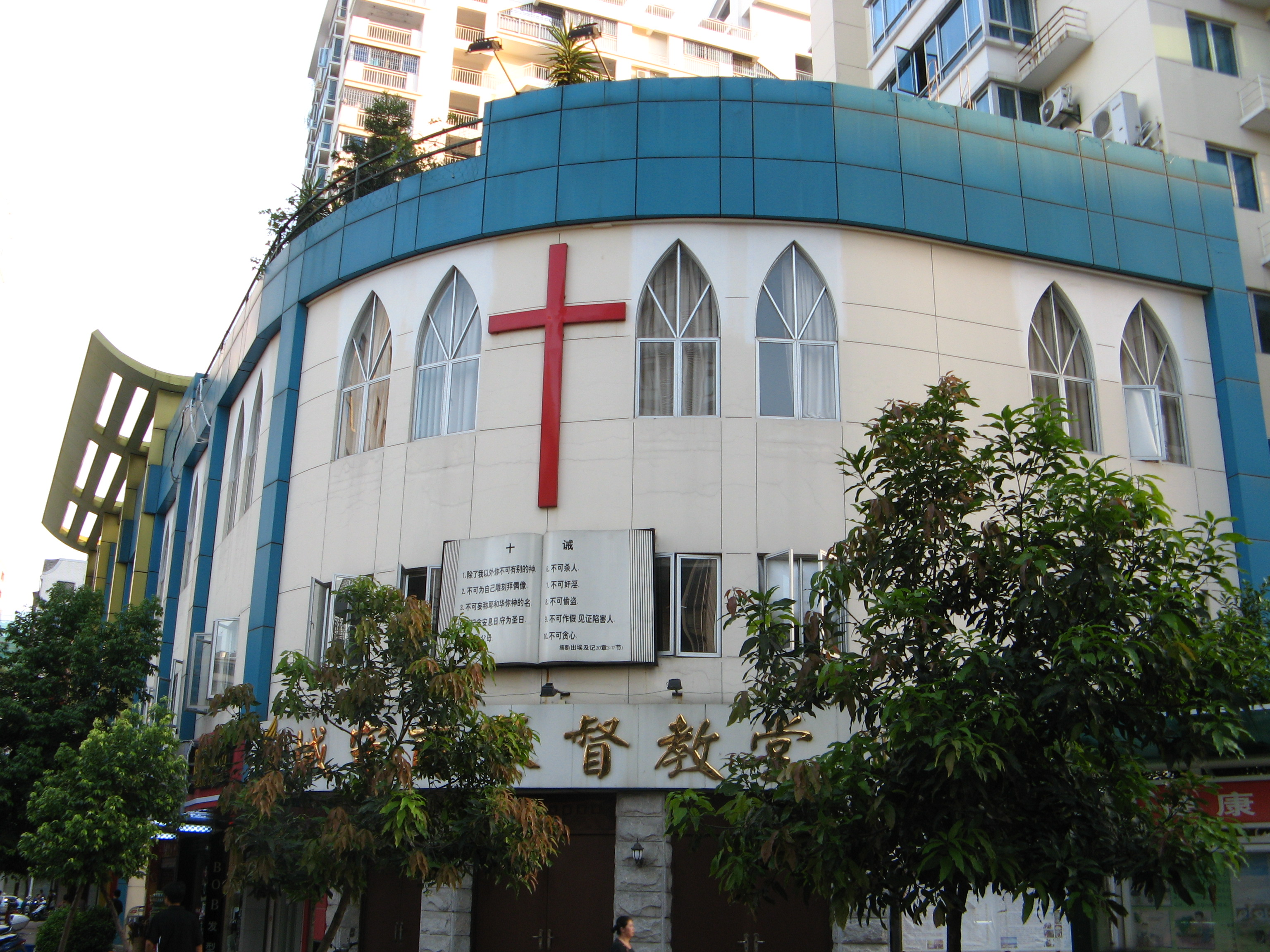
城守前堂
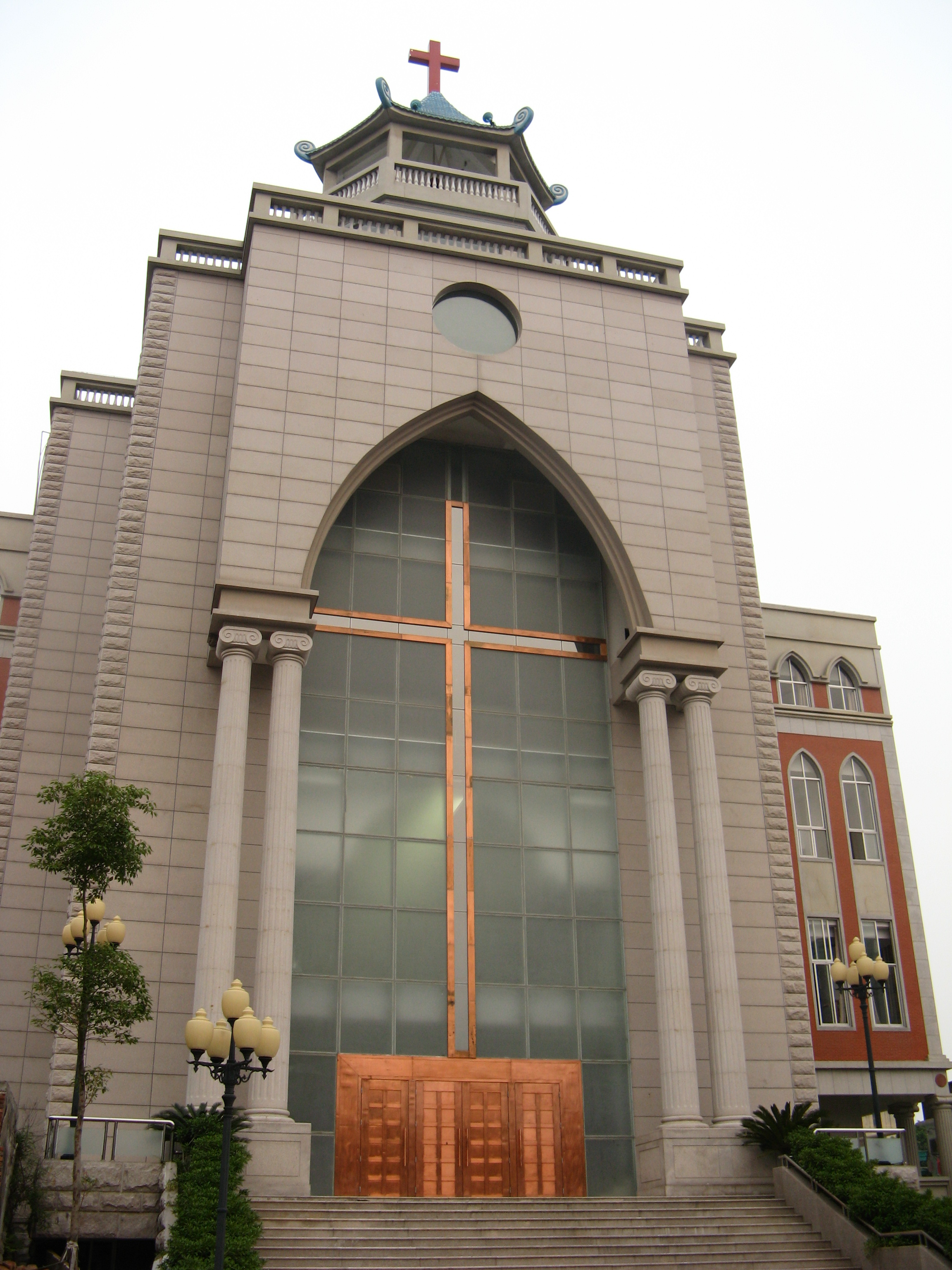
泉南堂
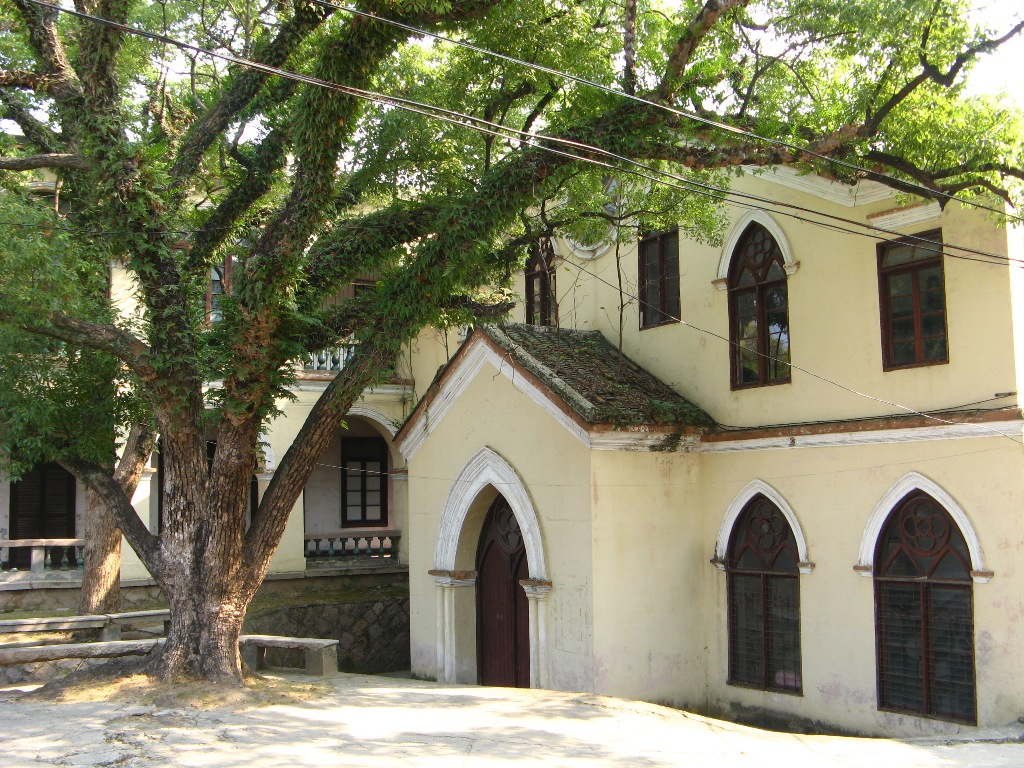
陶淑女中内的聖保羅堂